# Abbaye des Antonins de Wurtzbourg
 (juillet 2025).
L'abbaye des Antonins de Wurtzbourg est une abbaye antonine, à Wurtzbourg, en Bavière, dans le diocèse de Wurtzbourg.

## Histoire
Le monastère est fondé en 1434. Il est dissout en 1545 au moment de la Réforme protestante ; le bâtiment est vendu en octobre à un citoyen qui y ouvre une auberge. L'église restaurée en 1610 est reprise en 1725 par les Ursulines et gravement endommagée pendant la Seconde Guerre mondiale. Elle est reconstruite de façon simplifiée entre 1972 et 1980.